# 立ケ花駅
立ケ花駅（たてがはなえき）は、長野県長野市豊野町蟹沢にある、東日本旅客鉄道（JR東日本）飯山線の駅である。

## 歴史
中野市立ヶ花地区と旧豊野町の住民らの負担により設置された請願駅である。

### 年表
- 1958年（昭和33年）8月8日：日本国有鉄道の旅客駅として開業[1][3]。
- 1987年（昭和62年）4月1日：国鉄分割民営化により、東日本旅客鉄道の駅となる[3]。
- 1995年（平成7年）
  - 7月12日：7.11水害により、飯山線全線が運休となる[4]。
  - 7月18日：飯山線全線で運転が再開される[4]。
- 2014年（平成26年）8月中旬 - 12月中旬：待合室がリニューアル[5]。

## 駅構造
長野方面に向かって右側にある単式ホーム1面1線を持つ地上駅である。
飯山駅管理の無人駅である。簡素な造りの待合室がある。なお、待合室は「悠久の流れ千曲川の移り変わる四季と唱歌 ふるさとの情景」をコンセプトとして、2014年（平成26年）8月中旬 - 12月中旬にリニューアルされた。

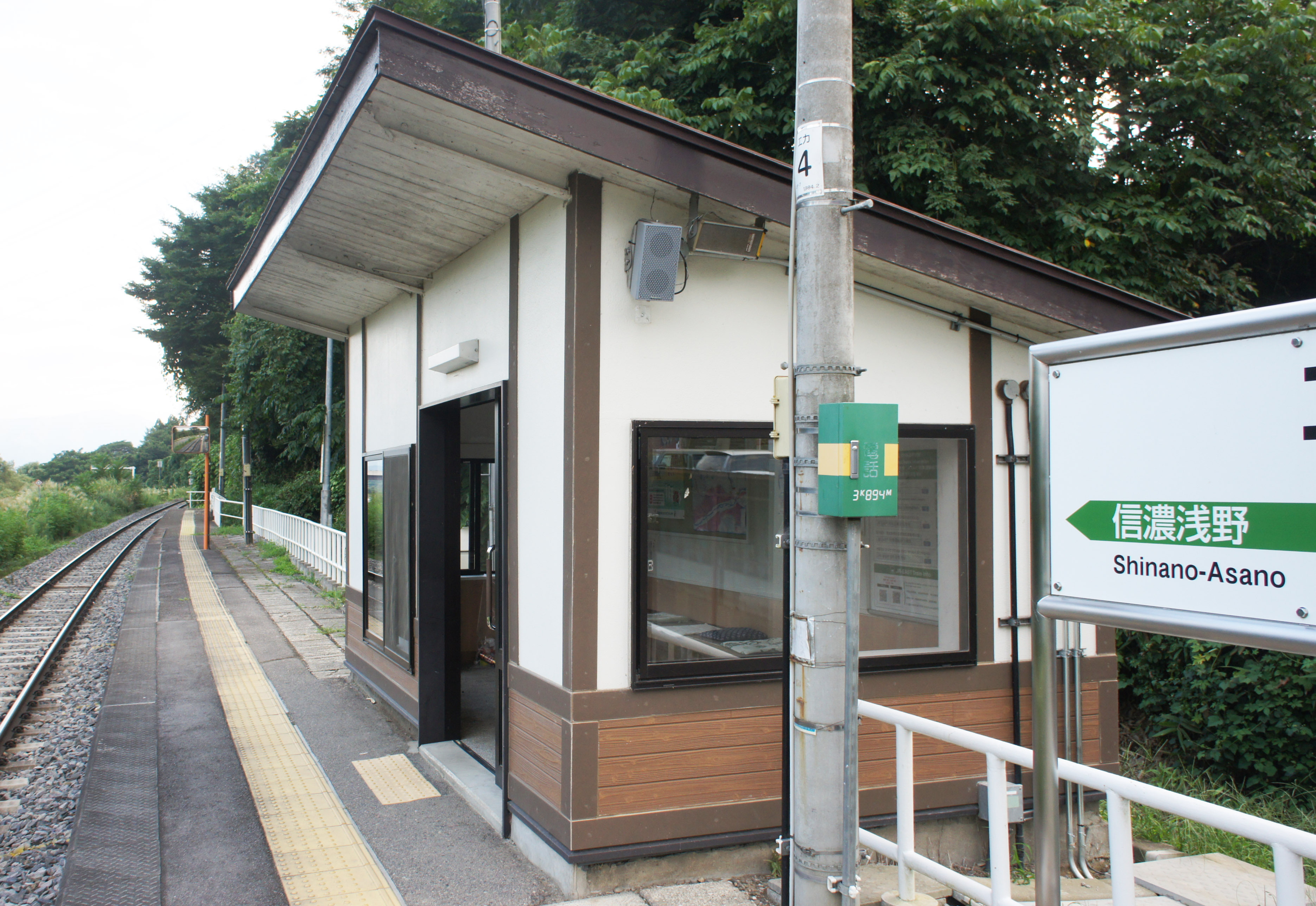
待合室（2021年8月）
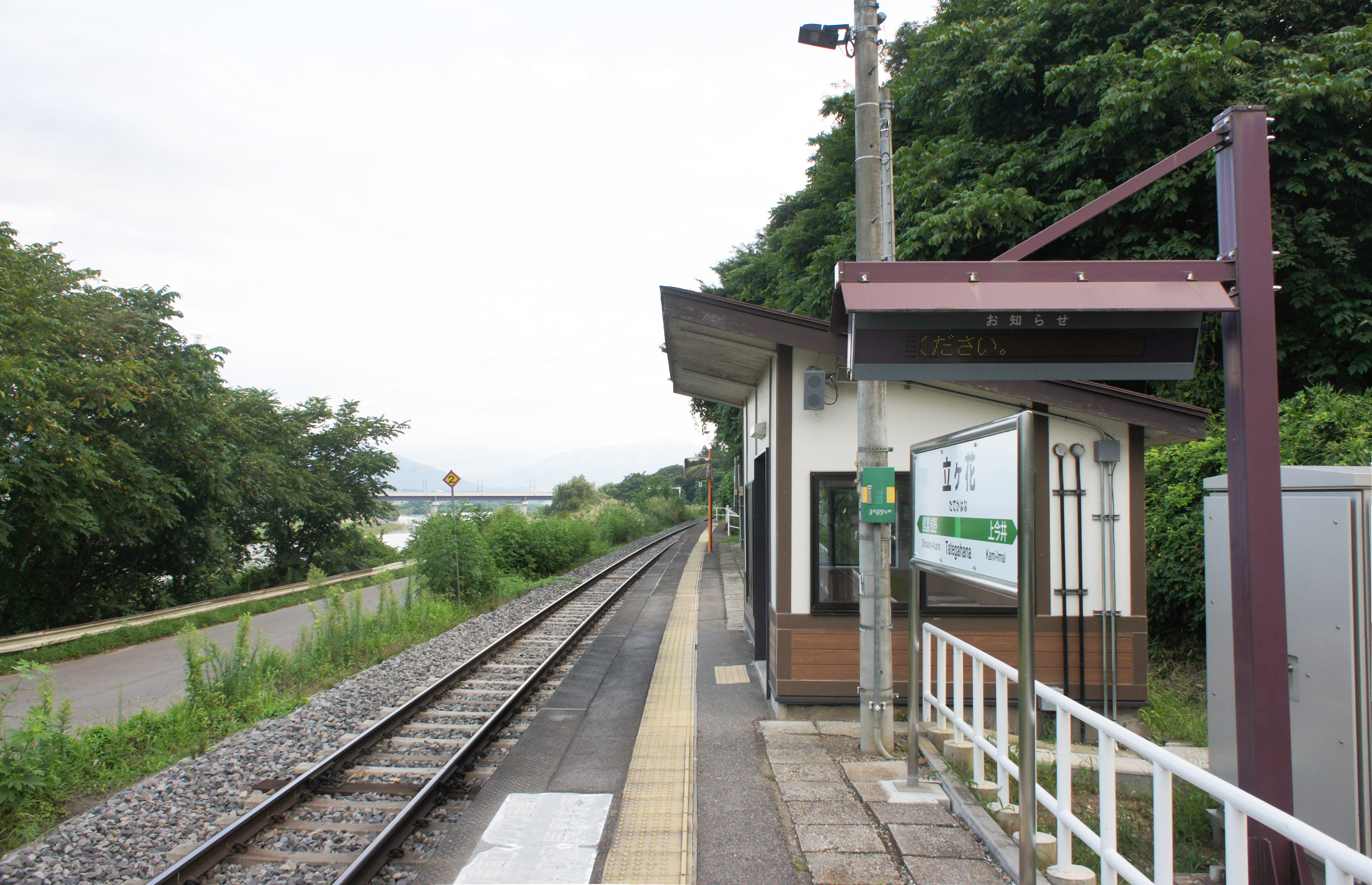
ホーム（2021年8月）

## 利用状況
「長野県統計書」によると、2009年度（平成21年度）- 2011年度（平成23年度）の1日平均乗車人員の推移は以下のとおりであった。
| 乗車人員推移       | 乗車人員推移     | 乗車人員推移 |
| 年度               | 1日平均 乗車人員 | 出典         |
| ------------------ | ---------------- | ------------ |
| 2009年（平成21年） | 187              | [ 2 ]        |
| 2010年（平成22年） | 164              | [ 7 ]        |
| 2011年（平成23年） | 163              | [ 8 ]        |

## 駅周辺

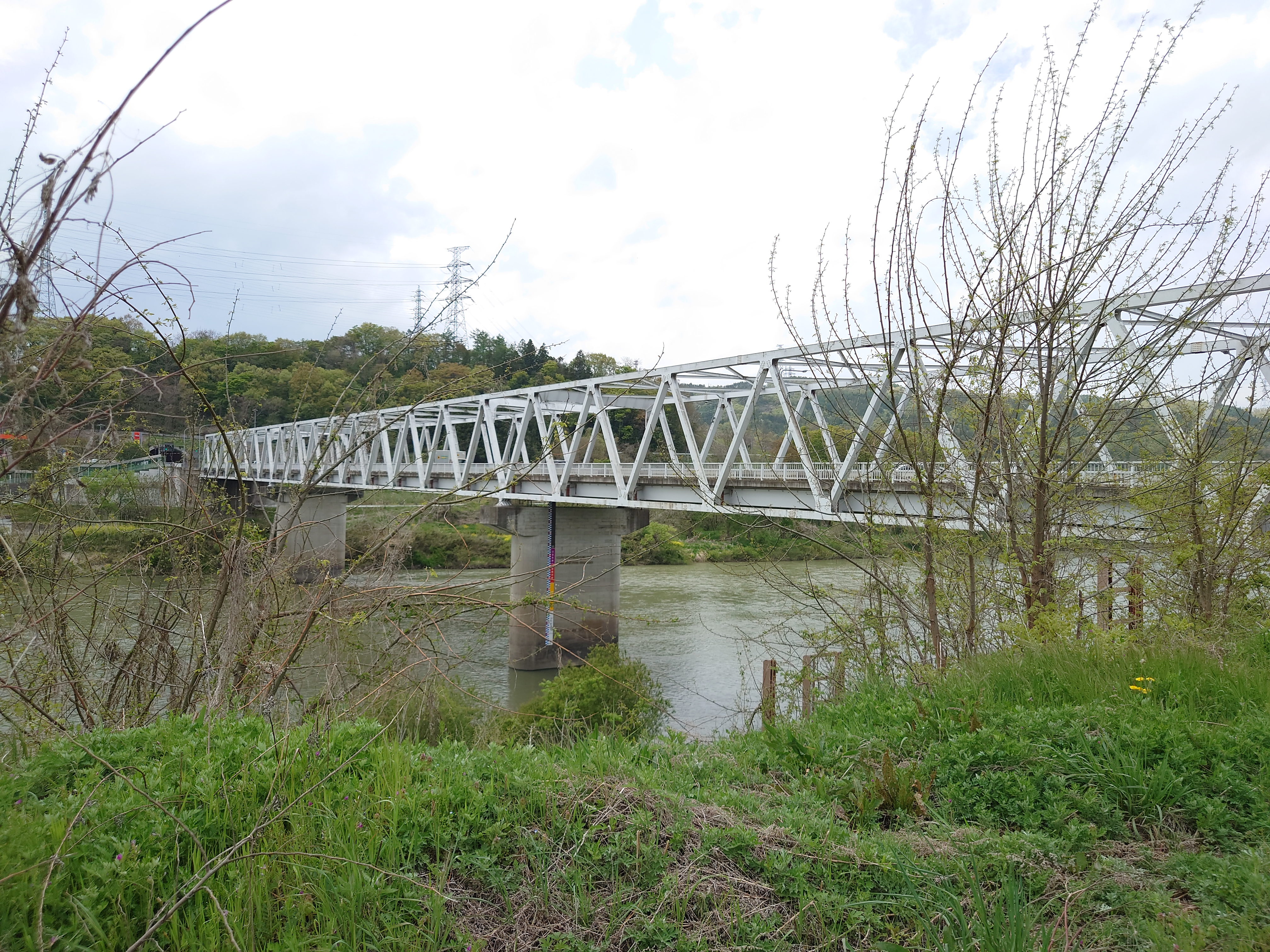
立ヶ花橋

- 千曲川[1] - ホームからは線路と国道117号の旧道を挟んで位置する[2]。
- 国道117号[1]の旧道に面するが、周辺に民家や商店などはない。なお、駅利用者の大半は千曲川の対岸にある駅名の由来ともなった長野県中野市立ヶ花地区の住民である[2]。
- 長電バス「立ケ花駅」停留所[1]
- 立ヶ花橋

## 隣の駅
東日本旅客鉄道（JR東日本）
■飯山線
信濃浅野駅 - 立ケ花駅 - 上今井駅